# Pamponerus germanicus
Espèce
Pamponerus germanicus est une espèce d'insectes diptères prédateurs de la famille des asilidés (ou mouches à toison).

## Description
Ailes repliées à plat sur le corps brun-noirâtre (long d'environ 18 à 20 mm). Yeux à facettes développés, garnis en arrière de poils fortement recourbés. Fémurs noirs, tibias et tarses orangés ou jaunes, apex noirs.

## Distribution
Eurasiatique.

## Biologie
Pamponerus germanicus apprécie la végétation dans des endroits sec, les bois clairs où les adultes restent posés à l'affût d'autres insectes volants, prêts à s'élancer à leur poursuite. Les imagos sont visibles de mai à juillet. Les larves vivent dans des matières végétales en décomposition.